# Richard Stone
Pour les articles homonymes, voir Richard Stone (compositeur).
John Richard Nicholas Stone est né le 30 août 1913 et mort le 6 décembre 1991. Cet économiste britannique reçut le prix de la Banque de Suède en 1984 pour le développement de modèles permettant de suivre les activités économiques à l'échelle nationale et internationale.

## Biographie
Stone étudia au départ le droit à l'université de Cambridge, mais sous l'influence de l'économiste John Maynard Keynes, il s'engagea rapidement dans des études d'économie. De 1936 à 1940, il travaille dans une entreprise de finance à Londres puis, durant l'année 1940, et sous l'invitation de Keynes, il entre au Bureau central de Statistiques du gouvernement britannique. Après la Seconde Guerre mondiale, il obtient le poste de directeur du nouveau département d'économie appliquée à université de Cambridge. Il conserve cette position jusqu'en 1955, date à laquelle il devient professeur de finance à Cambridge.
La première estimation officielle du revenu national britannique a été obtenue à l'aide de la méthode qu'il a développée en 1941. Une grande partie de son travail fut toutefois effectuée durant la décennie 1950 quand il réalisa la première étude statistique concrète permettant de mesurer l'investissement, les dépenses gouvernementales et la consommation nationale.
Il est l'auteur de la méthode RAS, initialement développée pour estimer la matrice de Consommation intermédiaire A d'une année, connaissant la matrice de Consommation intermédiaire B de l'année précédente et les marges lignes et colonnes de A.
Sa femme Giovanna Saffi, petite-fille du politique du Risorgimento italien Aurelio Saffi, morte en 2009, l'a beaucoup aidé dans son travail.

## Œuvres
- National Income and Expenditure, avec James Meade, 1944.
- The Measurement of Consumers - Expenditure and Behavior in the United Kingdom, 1920-1938, avec Rowe, 1954.
- Mathematics in the Social Sciences and Other Essays, 1966.
- Mathematical Models of the Economy and Other Essays, 1970.
- Demographic Accounting and Model Building, 1971.
- Transition and Admission Models in Social Demography, 1973, Social Science Research
- Direct and Indirect Constraints in the Adjustment of Observations, 1975, in Nasjonalregnskap, Modeller og Analyse.
- Sigmoids, 1980, Bull. App. Statistics.
- A Simple Growth process Tending to Stationarity, 1980, EJ.
- The Relationship of Demographic Accounts to National Income and Product Accounts, 1982, in Juster et (dir.), Social Accounting Systems.